# Mark Thatcher
Pour les articles homonymes, voir Thatcher (homonymie).
Mark Thatcher, né le 15 août 1953, 2e baronnet, à Kensington est un homme d'affaires britannique. Il est le fils de Margaret Thatcher, Première ministre du Royaume-Uni de mai 1979 à novembre 1990, et de son époux Denis Thatcher.

## Biographie
Il échoue trois fois à l'obtention d'un diplôme de comptable, et enchaîne divers emplois : représentant en bijoux de luxe, mannequin, travaille chez Lotus.
En 1980 et 1981, il participe aux 24 heures du Mans puis il s'engage en 1982 dans le Paris-Dakar comme copilote de la Française Anny-Charlotte Verney sur Peugeot 504 (mécanicien Jacky Vernier), tous deux se perdant finalement dans le désert algérien durant l'étape Tit-Timeaouine,. 
Il devient ensuite consultant, puis se met à vendre des hélicoptères. 
Accusé de commissions illicites dans des contrats d'armement au Proche-Orient, notamment concernant la vente d’équipements à l'Irak de Saddam Hussein, il quitte volontairement la Suisse où il travaille et part au Texas où il se marie avec Diane Burgdorf, fille d'un concessionnaire automobile multimillionnaire avec qui il a deux enfants : Michael Thatcher et Amanda Thatcher, puis part pour l'Afrique du Sud. Au Cap, il achète une maison voisine de celle de Simon Mann.
Le 25 août 2004, il est arrêté en Afrique du Sud, accusé d'avoir financé avec le Libanais Ely Calil (en) la tentative de coup d'État de 2004 en Guinée équatoriale, pays producteur de pétrole, pour renverser le président Teodoro Obiang. L'opération aurait été organisée par le MI6 et préparé par son ami britannique Simon Mann, cerveau du complot, emprisonné au Zimbabwe.
Le 13 janvier 2005, il plaide coupable et reconnaît avoir « tenté de financer des activités mercenaires » à hauteur de 275 000 dollars (230 000 euros) pour la location d'un hélicoptère. Il dément, en revanche, le 18 février 2005 devant la Cour du Cap toute implication dans ce putsch manqué. Il est entendu cette fois comme témoin au nom de la justice de la Guinée équatoriale. Il déclare notamment lors de son audition « Je ne suis pas dans l'achat et la vente d'équipement militaire (...) Je suis le directeur d'une compagnie de distribution de carburants et de produits pétroliers ». Il est condamné par la justice sud-africaine en mars 2005 à une amende de trois millions de rands (environ 380 000 euros) et à quatre ans de prison avec sursis. Le jour même, il quitte l'Afrique du Sud, où il est assigné à résidence après son inculpation, pour rejoindre sa famille aux États-Unis et en déclarant : « Aucun prix n'est trop élevé pour être réuni avec votre famille ».
Le 29 mars 2008, la Guinée équatoriale a lancé un mandat d'arrêt international contre Mark Thatcher accusé par Malabo d'être un des instigateurs du coup d'État avorté de mars 2004.
Il est cité dans l'affaire des Panama Papers.

## Vie familiale
À la mort de son père en 2003, il hérite du titre de baronnet. 
Selon le Sunday Telegraph, il se serait remarié en secret le 27 mars 2008, à Gibraltar avec Sarah Russell (42 ans, divorcée du fils cadet du duc de Bedford), il serait parti vers le Moyen-Orient ou l'Océan indien. Il vit depuis discrètement à Marbella en Espagne et à Gibraltar.
Il assiste avec sa famille et sa sœur jumelle Carol Thatcher aux funérailles de sa mère Margaret Thatcher le 17 avril 2013 à Londres. Sa fille Amanda se fait remarquer lors de sa prise de parole pendant les obsèques, les médias britanniques voyant en elle une possible héritière de sa grand-mère Margaret,.